# Terpsichore zeledoniana
Terpsichore zeledoniana är en stensöteväxtart som först beskrevs av David Bruce Lellinger, och fick sitt nu gällande namn av Alan Reid Smith. Terpsichore zeledoniana ingår i släktet Terpsichore och familjen Polypodiaceae. Inga underarter finns listade.